# Gerard V van Gulik
Gerard V van Gulik (circa 1250 - 29 juli 1328) was van 1297 tot aan zijn dood graaf van Gulik. Hij behoorde tot het huis Gulik-Heimbach-Berge.

## Levensloop
Gerard was de jongste zoon van graaf Willem IV van Gulik en diens echtgenote Margaretha, dochter van graaf Gerard III van Gelre.
In 1297 volgde hij zijn oudere broer Walram op als graaf van Gulik. In de Slag bij Göllheim van 1298 steunde hij Rooms-Duits koning Adolf van Nassau. Nadat Adolf bij deze slag verslagen werd, onderwierp Gerard zich aan Albrecht I van Habsburg en kon hij zijn rijksleen behouden. 
In 1300 steunde hij Albrecht in de strijd tegen het paltsgraafschap aan de Rijn, wat ook zijn belangen met betrekking tot het aartsbisdom Keulen ten goede kwam. Zo kon hij Kaiserswerth, Mönchengladbach, Kessel-Grevenbroich, Rheydt, Münstereifel/Bergheim en Müllenark bemachtigen. In 1313 steunde hij in de Successieoorlog om de Rooms-Duitse troon Lodewijk IV van Beieren en Gerard maakte de kroning van Lodewijk in Aken mogelijk, wat zeer tegen de zin van de aartsbisschop van Keulen was. 
Hij stierf in 1328.

## Huwelijken en nakomelingen
Eerst was Gerard gehuwd met een dochter van graaf Willem van Kessel. Uit het huwelijk werd een zoon geboren:
- Willem VI (1300-1361), graaf, markgraaf en hertog van Gulik.

In 1304 huwde hij met zijn tweede echtgenote Elisabeth (overleden in 1350), dochter van Godfried van Brabant, de heer van Aarschot. Ze kregen volgende kinderen:
- Lodewijk (overleden na 1311)
- Godfried (overleden in 1335), heer van Bergheim
- Walram (1304-1349), aartsbisschop van Keulen
- Johan (overleden na 1327), kanunnik van de Sint-Janskerk van Luik
- Maria (overleden in 1353), huwde eerst met graaf Hendrik II van Virneburg, daarna met graaf Diederik IX van Kleef en vervolgens met heer Koenraad van Saffenberg
- Elisabeth, huwde eerst met graaf Johan II van Sayn en daarna met heer Godfried V van Hatzfeld
- Richardis (1314-1360), huwde in 1330 met hertog Otto IV van Neder-Beieren
- Hendrik (1319-1334), proost van Keulen

## Voorouders
| Voorouders van Gerard V van Gulik | Voorouders van Gerard V van Gulik                       | Voorouders van Gerard V van Gulik                       | Voorouders van Gerard V van Gulik                                      | Voorouders van Gerard V van Gulik                                      | Voorouders van Gerard V van Gulik                                     | Voorouders van Gerard V van Gulik                                     | Voorouders van Gerard V van Gulik                                     | Voorouders van Gerard V van Gulik                                     |
| --------------------------------- | ------------------------------------------------------- | ------------------------------------------------------- | ---------------------------------------------------------------------- | ---------------------------------------------------------------------- | --------------------------------------------------------------------- | --------------------------------------------------------------------- | --------------------------------------------------------------------- | --------------------------------------------------------------------- |
| Overgrootouders                   | Everhard van Hengenbach (-) ∞ Judith van Gulik (-)      | Everhard van Hengenbach (-) ∞ Judith van Gulik (-)      | Walram III van Limburg (1180-1226) ∞ Cunegonde van Lotharingen (-1214) | Walram III van Limburg (1180-1226) ∞ Cunegonde van Lotharingen (-1214) | Otto I van Gelre (1150-1207) ∞ 1186 Richarda van Beieren (1173-1231)  | Otto I van Gelre (1150-1207) ∞ 1186 Richarda van Beieren (1173-1231)  | Hendrik I van Brabant (1160-1235) ∞ Mathilde van Boulogne (1161–1210) | Hendrik I van Brabant (1160-1235) ∞ Mathilde van Boulogne (1161–1210) |
| Grootouders                       | Willem III van Gulik (-1218) ∞ Mathilde van Limburg (-) | Willem III van Gulik (-1218) ∞ Mathilde van Limburg (-) | Willem III van Gulik (-1218) ∞ Mathilde van Limburg (-)                | Willem III van Gulik (-1218) ∞ Mathilde van Limburg (-)                | Gerard III van Gelre (1185-1229) ∞ Margaretha van Brabant (1190-1231) | Gerard III van Gelre (1185-1229) ∞ Margaretha van Brabant (1190-1231) | Gerard III van Gelre (1185-1229) ∞ Margaretha van Brabant (1190-1231) | Gerard III van Gelre (1185-1229) ∞ Margaretha van Brabant (1190-1231) |
| Ouders                            | Willem IV van Gulik (1210-1278) ∞ Margaretha van Gelre  | Willem IV van Gulik (1210-1278) ∞ Margaretha van Gelre  | Willem IV van Gulik (1210-1278) ∞ Margaretha van Gelre                 | Willem IV van Gulik (1210-1278) ∞ Margaretha van Gelre                 | Willem IV van Gulik (1210-1278) ∞ Margaretha van Gelre                | Willem IV van Gulik (1210-1278) ∞ Margaretha van Gelre                | Willem IV van Gulik (1210-1278) ∞ Margaretha van Gelre                | Willem IV van Gulik (1210-1278) ∞ Margaretha van Gelre                |
| Gerard V van Gulik (1250-1328)    |                                                         |                                                         |                                                                        |                                                                        |                                                                       |                                                                       |                                                                       |                                                                       |